# Karl Gustaf Fredlund
Karl Gustaf Fredlund, född 3 augusti 1910 i Mjölby, död 29 februari 1964, var en svensk ingenjör. 

## Biografi
Fredlund, som var son till köpman Gustaf Fredlund och Anna Jacobsson, avlade studentexamen i Stockholm 1933 och avgångsexamen från Kungliga tekniska högskolan 1938. Han var driftsassistent vid Vattenfallsverket 1938–1940, driftsingenjör vid Borås stads elverk 1940–1944, chefsingenjör vid Kristianstads el- och gasverk 1944–1945, överingenjör och teknisk chef vid Göteborgs stads elverk 1945–1949 och direktör för Göteborgs gas- och elverk från 1949 till sin död.